# Maria Häusl
Maria Häusl (* 1964) ist eine deutsche römisch-katholische Theologin und Hochschullehrerin.

## Leben
Nach dem Studium (1983–1989) der Katholischen Theologie an der Universität München war sie von Mai 1992 bis April 2002 wissenschaftliche Assistentin bzw. Mitarbeiterin am Lehrstuhl Altes Testament der Universität Würzburg. Sie promovierte im Juni 1993 an der Kath.-Theologischen Fakultät München mit der Dissertation Abischag und Batscheba. Frauen am Königshof und die Thronfolge Davids im Zeugnis der Texte 1 Kön 1 und 2. Nach der Habilitation im Februar 2002 an der Kath.-Theologischen Fakultät Würzburg mit der Habilitationsschrift Bilder der Not. Weiblichkeits- und Geschlechtermetaphorik im Buch Jeremia (Venia legendi für das Fach Altes Testament und biblisch-orientalische Sprachen) war sie wissenschaftliche Oberassistentin von Mai 2002 bis September 2004 am Lehrstuhl Altes Testament in Würzburg und lehrte von Oktober 2004 bis Januar 2005 als Aigner-Rollett Gastprofessorin am Institut für atl. Bibelwissenschaft der Universität Graz und Professorin für interdisziplinäre Frauen- und Geschlechterforschung in Graz. Von April 2005 bis Juli 2006 vertrat sie die Professur für Biblische Theologie am Institut für Katholische Theologie der TU Dresden, wo sie seit dem 1. August 2006 Professorin für Biblische Theologie – Katholisch ist. Seit Januar 2017 ist sie Research Associate an der University of Pretoria.
Ihre Forschungsgebiete sind alttestamentliche Exegese (Kommentierung des Buches Esra / Nehemia, Prophetie – das Buch Jeremia und neuere literaturwissenschaftliche Methoden zur Auslegung biblischer Texte), alttestamentliche Theologie (Konstituierung des nachexilischen Israel mit Blick auf die Begründungsressourcen Transzendenz und Gemeinsinn, Konstruktionen von Fremdheit und Identität in prophetischen Texten, Gottesvorstellungen – Gott als Vater und Mutter im Alten Testament, alttestamentliche Anthropologie – Körperlichkeit des Menschen, Theologie der Stadt: Jerusalem als Ort, Raum und Gestalt und Gender in der Exegese), EABS research group Israel and the Production and Reception of Authoritative Books in the Persian and Hellenistic Period (zusammen mit Susanne Gillmayr-Bucher), Exegese und Bibelpastoral (Didaktik und Methoden der Bibelarbeit an verschiedenen pastoralen Orten und Online-Bibelkommentar (OBK): Lehrforschungsprojekt für Lehramtsstudierende und Lehrer zusammen mit Ilse Müllner, Paul-Gerhard Klumbies und der Deutschen Bibelgesellschaft) und hebräische Sprachwissenschaft (hebräische Satzsyntax, Valenz althebräischer Verben, hebräische Epigraphik und Onomastik und Kenntnisse in Aramäisch, Ugaritisch, Grundkenntnisse in Akkadisch).

## Schriften (Auswahl)
- Abischag und Batscheba. Frauen am Königshof und die Thronfolge Davids im Zeugnis der Texte 1 Kön 1 und 2 (= Arbeiten zu Text und Sprache im Alten Testament. Band 41). EOS-Verlag, St. Ottilien 1993, ISBN 978-3-88096-541-6 (zugleich Dissertation, München 1993).
- Bedecken, Verdecken, Verstecken. Studie zur Valenz althebräischer Verben (= Arbeiten zu Text und Sprache im Alten Testament. Band 59). EOS-Verlag, St. Ottilien 1997, ISBN 3-88096-559-5.
- Bilder der Not. Weiblichkeits- und Geschlechtermetaphorik im Buch Jeremia (= Herders biblische Studien. Band 37). Herder, Freiburg im Breisgau/Basel/Wien/Barcelona/Rom/New York 2003, ISBN 3-451-28086-8 (zugleich Habilitationsschrift, Würzburg 2001).
- als Herausgeberin mit David Volgger: Vom Ausdruck zum Inhalt, vom Inhalt zum Ausdruck. Beiträge zur Exegese und Wirkungsgeschichte alttestamentlicher Texte ; Festschrift der Schülerinnen und Schüler für Theodor Seidl zum 60. Geburtstag (= Arbeiten zu Text und Sprache im Alten Testament. Band 75). EOS-Verlag, St. Ottilien 2005, ISBN 3-8306-7221-7.
- als Herausgeberin mit Stephanie Ernst: Kulte, Priester, Rituale. Beiträge zu Kult und Kultkritik im Alten Testament und Alten Orient. Festschrift für Theodor Seidl zum 65. Geburtstag (= Arbeiten zu Text und Sprache im Alten Testament. Band 89). EOS-Verlag, St. Ottilien 2010, ISBN 978-3-8306-7431-3.
- als Herausgeberin: Tochter Zion auf dem Weg zum himmlischen Jerusalem. Rezeptionslinien der „Stadtfrau Jerusalem“ von den späten alttestamentlichen Texten bis zu den Werken der Kirchenväter (= Dresdner Beiträge zur Geschlechterforschung in Geschichte, Kultur und Literatur. Band 2). Leipziger Universitätsverlag, Leipzig 2011, ISBN 978-3-86583-526-0.
- als Herausgeberin mit Gerlinde Baumann, Susanne Gillmayr-Bucher und Dirk Human: Zugänge zum Fremden. Methodisch-hermeneutische Perspektiven zu einem biblischen Thema (= Linzer philosophisch-theologische Beiträge. Band 25). Peter Lang Internationaler Verlag der Wissenschaften, Frankfurt am Main/Berlin/Bern/Brüssel/New York/Oxford/Wien 2012, ISBN 3-631-63092-1.
- als Herausgeberin mit Stefan Horlacher, Sonja Koch, Gudrun Loster-Schneider und Susanne Schötz: Armut – Gender-Perspektiven ihrer Bewältigung in Geschichte und Gegenwart (= Dresdner Beiträge zur Geschlechterforschung in Geschichte, Kultur und Literatur. Band 10). Leipziger Universitätsverlag, Leipzig 2016, ISBN 3-96023-040-0.
- als Herausgeberin mit Susanne Gillmayr-Bucher: Ṣedaqa and Torah in postexilic discourse (= Library of Hebrew bible/Old Testament studies. Band 640). Bloomsbury T&T Clark, London 2017, ISBN 978-0-567-67355-8.
- als Herausgeberin: Denkt nicht mehr an das Frühere! Begründungsressourcen in Esra/Nehemia und Jes 40–66 im Vergleich (= Bonner biblische Beiträge. Band 184). V&R unipress, Göttingen 2018, ISBN 3-8471-0763-1.
- als Herausgeberin: Vom Garten Eden bis zu Salomos Weinberg. Pflanzen der Bibel. kbw bibelwerk, Stuttgart 2018, ISBN 3-460-30207-0.
- als Herausgeberin mit Victor Lossau: Balsambeet und Rosenhag. Paradiese und die Kultur der Gärten. kbw bibelwerk, Stuttgart 2020, ISBN 978-3-460-30205-1.